# Championnat du Qatar de football de deuxième division
Le Championnat du Qatar de football D2 est une compétition placée sous l'égide de la fédération du Qatar de football qui a été créée en 1980.
En 2007, la fédération nationale a décidé d'ajouter deux équipes de l'armée et de police pour plus de matches et de compétition pour un meilleur promotion du jeu ; mais en avril 2009 le nombre des équipes est revenu à 6 parce que les responsables de football du pays ont décidé d'ajouter deux équipes pour la super ligue du première division, et ramener donc à 12 équipes pour le D1 et 6 pour le D2.

## Palmarès[1]
- 1983/84 : Al Ittihad Doha
- 1984/85 : Al-Wakrah Sports Club
- 1997/98 : Al-Sailiya
- 1998/99 : Pas de promotion en D1
- 1999/00 : Al Shabab Doha (non promu car défait 0-0 puis 1-2 contre Al Shamal en match de barrage d'accession à la D1)
- 2000/01 : Al-Markhiya Sports Club
- 2001/02 : Al Shamal
- 2002/03 : Al-Sailiya
- 2003/04 : Al Kharitiyath
- 2004/05 : Al-Sailiya
- 2005/06 : Umm Salal
- 2006/07 : Al-Sailiya
- 2007/08 : Army Club (pas de promotion), Al Kharitiyath promu.
- 2008/09 : Army Club (pas de promotion), Al-Ahly et Al Shamal promus.
- 2009/10 : Lekhwiya SC. Al-Mesaimeer défait 0-2 en match de barrage d'accession à la D1.
- 2010/11 : Al-Jaish (promu) - Match de barrage : Al Ahli bat Al Shamal 4 à 3 et donc Al Shamal n'est pas promu en D1.
- 2011/12 : Al-Sailiya
- 2012/13 : Al-Ahli
- 2013/14 : Al Shamal
- 2014/15 : Al-Rayyan SC
- 2015/16 : Muaither SC
- 2016/17 : Al-Markhiya SC, autre promu Qatar SC
- 2017/18 : Al-Shahania Sports Club
- 2018/19 : Al-Wakrah SC
- 2019/20 : Al Kharitiyath
- 2020/21 : Al Shamal
- 2021/22 : Al-Markhiya SC
- 2022/23 : Muaither SC